# 朝烏線
朝烏線（ちょううせん、中国語: 朝乌铁路）は、中華人民共和国の中国国鉄の鉄道路線である。 内モンゴル自治区フルンボイル市根河市の朝中駅と莫爾道嘎駅を連絡している全長97kmの路線である。

## 接続路線
- 朝中駅：牙林線